# Carrier Air Wing Eleven
11ème Escadre aérienne embarquée
Le Carrier Air Wing Eleven (CVW-11) est une escadre aérienne embarquée de l'US Navy, connue sous le nom de "Barbwire", basée au Naval Air Station Lemoore en Californie. Il est embarqué par l'USS Theodore Roosevelt (CVN-71) . Le code de queue des avions du CVW-11 est NH.

## Historique
Le Carrier Air Wing Eleven (CVW-11) était auparavant désigné Carrier Air Group Eleven (CVG-11) et (CVAG-11),.

## Les unités subordonnées
| Code    | Insigne | Escadron                                           | Surnom            | Aéronef              |
| ------- | ------- | -------------------------------------------------- | ----------------- | -------------------- |
| VFA-154 |         | Strike Fighter Squadron 154                        | Black Knights     | F/A-18F Super Hornet |
| VFA-97  |         | Strike Fighter Squadron 97                         | Warhawks          | F-35C Lightning II   |
| VFA-146 |         | Strike Fighter Squadron 146                        | Blue Diamonds     | F/A-18E Super Hornet |
| VFA-25  |         | Strike Fighter Squadron 25                         | Fist of the Fleet | F/A-18E Super Hornet |
| VAW-115 |         | Carrier Airborne Early Warning Squadron 115        | Liberty Bells     | E-2C Hawkeye         |
| VAQ-142 |         | Electronic Attack Squadron 142                     | Gray Wolves       | EA-18G Growler       |
| VRC-30  |         | Fleet Logistics Support Squadron 30, Détachement 3 | Providers         | C-2A Greyhound       |
| HSC-8   |         | Helicopter Sea Combat Squadron 8                   | Eightballers      | MH-60S Seahawk       |
| HSM-75  |         | Helicopter Maritime Strike Squadron 75             | Wolfpack          | MH-60R Seahawk       |